# 无斑山溪鲵
无斑山溪鲵（学名：Batrachuperus karlschmidti）也称无角鞘山溪鲵，一种分布于中华人民共和国西部山区的两栖动物，隶属于小鲵科山溪鲵属。

## 分类
曾于学者认为本种是西藏山溪鲵（B.tibetanus）或山溪鲵（B.pinchonii）的同物异名，现一般被视为一有效种。

## 栖息地
本种分布于于四川省西部、云南省西北部、西藏自治区东北部和青海省东南部。生活在海拔1800～4000米的山地小溪中。常栖息于较平整的石头下面；主要以水中的对虾、石蝇幼虫等为食。